# NPO Radio 2 Soul & Jazz
Pour les articles homonymes, voir Radio 6.
NPO Soul & Jazz (anciennement NPO Radio 6) est une station de radio publique néerlandaise, créée en 2006 et appartenant au groupe public Nederlandse Publieke Omroep. 
Elle est une radio thématique numérique de NPO Radio 2 avec pour format musical principalement le soul et le jazz avec des genres connexes comme le funk, le rhythm and blues et les musiques du monde. Elle diffuse également un certain nombre de programmes culturels et d'information produites par les associations de radiodiffusion de KRO-NCRV, MAX, NTR et VPRO.

## Histoire
Le 19 août 2014, Radio 6 Soul & Jazz se rebaptise « NPO Radio 6 », comme l'ensemble des radios du groupe Nederlandse Publieke Omroep,.
Le 1er janvier 2016, NPO Radio 6 est remplacée par NPO Soul & Jazz. Un an plus tard, la radio change de nom et devient NPO Radio 2 Soul & Jazz.

### Identité visuelle

Logo de NPO Radio 6 du 19 août 2014 au 1er janvier 2016
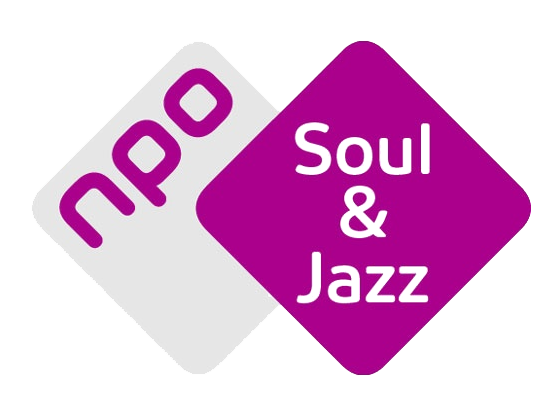
Logo de NPO Soul & Jazz du 1er janvier 2016 au 1er janvier 2017
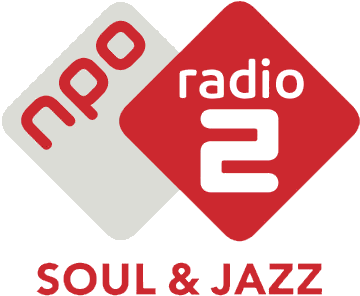
Logo de NPO Radio 2 Soul & Jazz depuis le 1er janvier 2017 until 2023
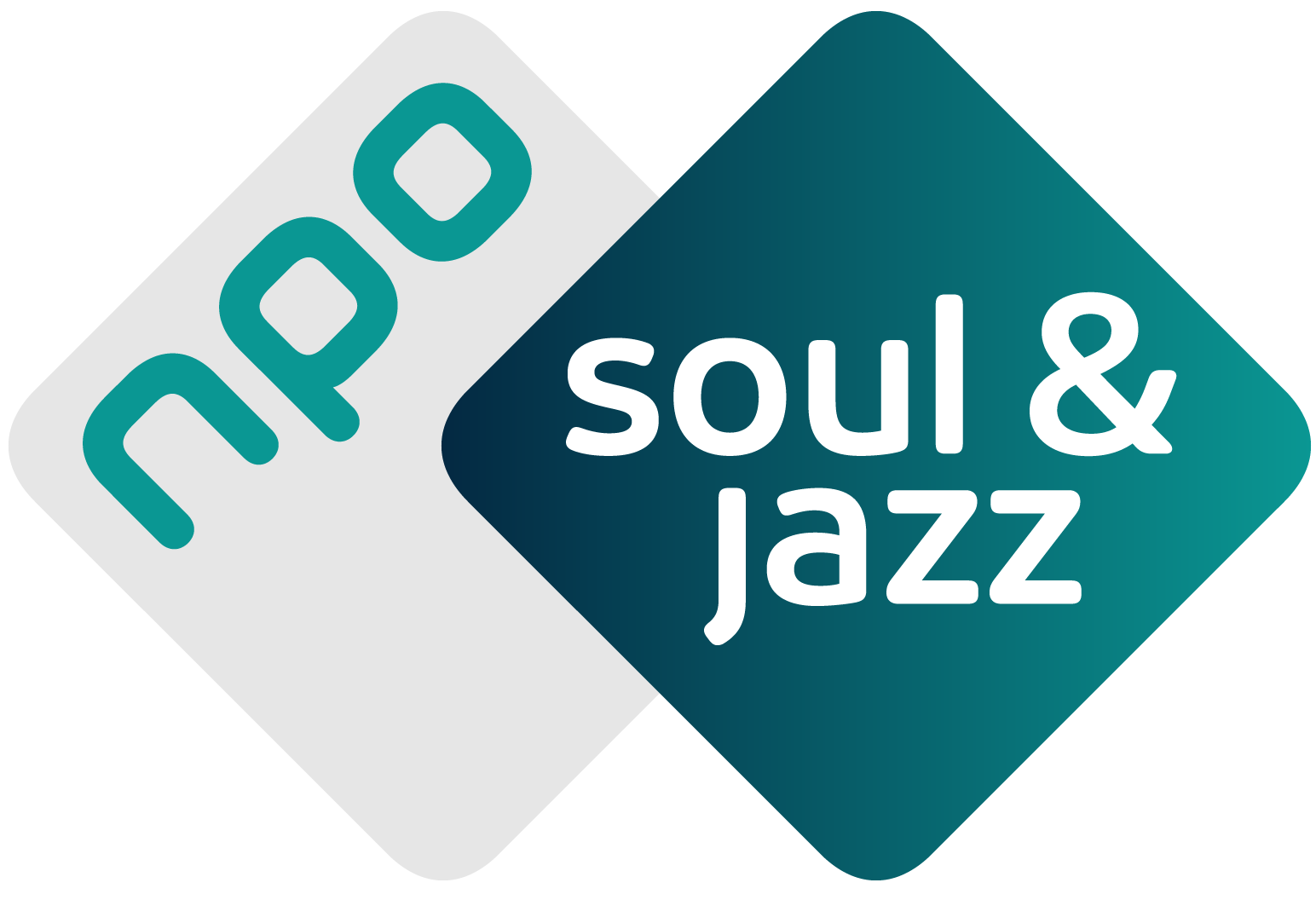
Logo from 2023